# Oolitic
Oolitic és una població dels Estats Units a l'estat d'Indiana. Segons el cens del 2000 tenia 1.152 habitants.

## Demografia
Segons el cens del 2000, Oolitic tenia 1.152 habitants, 507 habitatges, i 337 famílies. La densitat de població era de 556 habitants/km².
Dels 507 habitatges en un 29% hi vivien nens de menys de 18 anys, en un 50,1% hi vivien parelles casades, en un 12,6% dones solteres, i en un 33,5% no eren unitats familiars. En el 31,2% dels habitatges hi vivien persones soles l'11,2% de les quals corresponia a persones de 65 anys o més que vivien soles. El nombre mitjà de persones vivint en cada habitatge era de 2,27 i el nombre mitjà de persones que vivien en cada família era de 2,82.
Per edats la població es repartia de la següent manera: un 22,7% tenia menys de 18 anys, un 9,9% entre 18 i 24, un 27,5% entre 25 i 44, un 25,4% de 45 a 60 i un 14,5% 65 anys o més.
L'edat mediana era de 39 anys. Per cada 100 dones de 18 o més anys hi havia 90,8 homes.
La renda mediana per habitatge era de 31.250 $ i la renda mediana per família de 37.279 $. Els homes tenien una renda mediana de 30.758 $ mentre que les dones 21.650 $. La renda per capita de la població era de 16.889 $. Entorn del 13,4% de les famílies i el 13,2% de la població estaven per davall del llindar de pobresa.

## Poblacions més properes
El següent diagrama mostra les poblacions més properes.